# 笠繁善
笠 繁善（りゅう しげたけ、1883年（明治16年）5月5日 - 1957年（昭和32年）1月13日）は、大日本帝国陸軍軍人。最終階級は陸軍少将。旧姓は井黒。

## 経歴
1883年（明治16年）に熊本県で生まれた。陸軍士官学校第18期卒業。1933年（昭和8年）3月18日に第6師団司令部附となり、熊本医科大学に配属され、8月1日に陸軍歩兵大佐に進級した。
1935年（昭和10年）3月に久留米連隊区司令官に転じ、1937年（昭和12年）11月1日に陸軍少将に進級し待命、11月30日に予備役に編入された。
1947年（昭和22年）11月28日、公職追放仮指定を受けた。

## 栄典
勲章等
- 1940年（昭和15年）8月15日 - 紀元二千六百年祝典記念章[4]